# Escina
La escina, es una saponina o flebotónico fitoterápico extraído de la planta Aesculus hippocastanum (castaño de Indias). Como otros rutósidos y bioflavonoides, es una saponina que presenta actividad antiedematosa y antiexudativa con una leve acción sobre el tono del músculo liso de la pared venosa. Junto con la esculina, rutina y hesperidina integra los rutósidos flavonoides de frecuente empleo. Por su acción sobre venas y capilares disminuye la hiperpermeabilidad vascular, lo que mejora la hemodinamia  y reduce el edema de los miembros inferiores en los pacientes con varices.
La escina es una saponina grasa con acción hemolítica, de la cual existen dos variedades, la alfa y la beta-escina.